# Żnin-Wieś
Żnin-Wieś – wieś w Polsce położona w województwie kujawsko-pomorskim, w powiecie żnińskim, w gminie Żnin.
| SIMC    | Nazwa      | Rodzaj    |
| ------- | ---------- | --------- |
| 1037005 | Cegielnia  | część wsi |
| 1037034 | Duża Osada | część wsi |
| 1037318 | Karowo     | część wsi |

W latach 1975–1998 miejscowość administracyjnie należała do województwa bydgoskiego. Według Narodowego Spisu Powszechnego (III 2011 r.) liczyła 188 mieszkańców. Jest 22. co do wielkości miejscowością gminy Żnin.